# Nigel Cecil
Pour les articles homonymes, voir Cecil.
Oswald Nigel Cecil, né le 11 novembre 1925 et mort le 10 mars 2017, a été lieutenant-gouverneur de l'île de Man de 1980 à 1985. Il est investi de cette charge lors d'une cérémonie à Château-Rushen le 10 novembre 1980.
Officier de marine, il termine sa carrière militaire comme commandant des forces britanniques sur l'île de Malte. En 1980, il devient chevalier du très vénérable ordre de Saint-Jean.

## Biographie
Le 10 novembre 1980, Nigel Cecil devient lieutenant-gouverneur de l'île de Man au cours d'une cérémonie à Château-Rushen. Arrivé sur l'île à bord de la frégate HMS Aurora qui tire quinze coups de feu en entrant dans la baie de Douglas, le nouveau lieutenant-gouverneur préside sa première réunion peu après en présence du Conseil législatif.
Une nouvelle loi promulguée en octobre 1980 exclut le lieutenant-gouverneur de la présidence du Conseil législatif. C'est ainsi que Cecil est le dernier lieutenant-gouverneur de Man à avoir exercé cette fonction. Jack Nivison, un membre du Conseil originaire d'Onchan, lui succède.

## Distinctions
- Compagnon de l'Ordre du Bain, Royaume-Uni (1977)[5]
- Chevalier commandeur de l'Ordre de l'Empire britannique (KBE), Royaume-Uni (1979)[6]
- Chevalier du Très vénérable ordre de Saint-Jean (1980)